# Mellangölen (Hässleby socken, Småland)
Mellangölen är en sjö i Eksjö kommun i Småland och ingår i Emåns huvudavrinningsområde. Sjön är 6,5 meter djup, har en yta på 0,0549 kvadratkilometer och befinner sig 233,3 meter över havet. Sjön avvattnas av vattendraget Lillån (Nyamålaån).

## Delavrinningsområde
Mellangölen ingår i det delavrinningsområde (638062-148514) som SMHI kallar för Utloppet av Ögeln. Medelhöjden är 243 meter över havet och ytan är 9,5 kvadratkilometer. Det finns inga delavrinningsområden uppströms utan avrinningsområdet är högsta punkten. Lillån (Nyamålaån) som avvattnar avrinningsområdet har biflödesordning 3, vilket innebär att vattnet flödar genom totalt 3 vattendrag innan det når havet efter 141 kilometer. Delavrinningsområdet består mestadels av skog (77 procent). Avrinningsområdet har 1,15 kvadratkilometer vattenytor vilket ger det en sjöprocent på 12,1 procent.